# Joaquin Agrasot y Juan

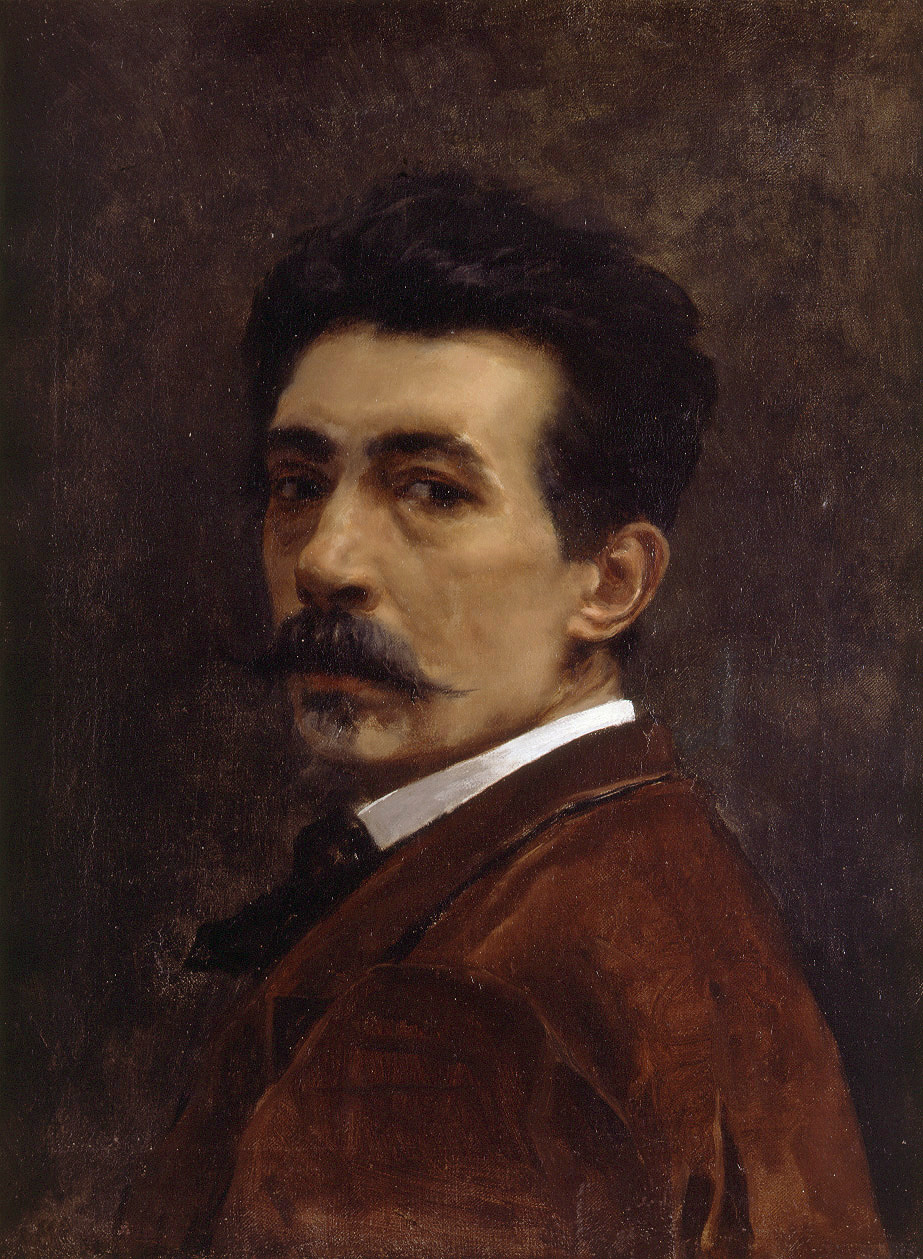
Selbstporträt (ca. 1867)

Joaquin Agrasot y Juan (* 24. Dezember 1836 in Orihuela; † 8. Januar 1919 in Valencia) war ein spanischer Maler des 19. Jahrhunderts.

## Leben
Er studierte an der Kunstakademie Real Academia de Bellas Artes de San Carlos de Valencia unter Francisco Martínez Yago (1814–1895). Anschließend beendete er sein Studium in Rom.
1860 hatte er in Alicante seine erste Ausstellung, bei der er sechs seiner Gemälde ausstellte. 1864 kam sein künstlerischer Durchbruch. Er sandte zwei Gemälde zur Nationalausstellung nach Madrid, darunter das Kunstwerk Die Wäscherinnen der Scarpa, welches ihm den dritten Platz auf der Ausstellung einbrachte. Das Bild wurde später vom Museum für Moderne Kunst in Madrid gekauft. 1867 stellte er abermals mit großem Erfolg in Madrid aus. In der Folgezeit reiste er durch Europa, er besuchte Italien, Frankreich und England. Während seiner Frankreichaufenthalte war er auf mehreren Salon-Ausstellungen in Paris aktiv, besonders bei den Ausstellungen von 1877, 1878 und 1881. Auf der Weltausstellung von 1889 erlangte sein Bild Eine Schäferin der Campagna von León eine ehrenvolle Erwähnung.
Er starb am 8. Januar 1919 in Valencia.

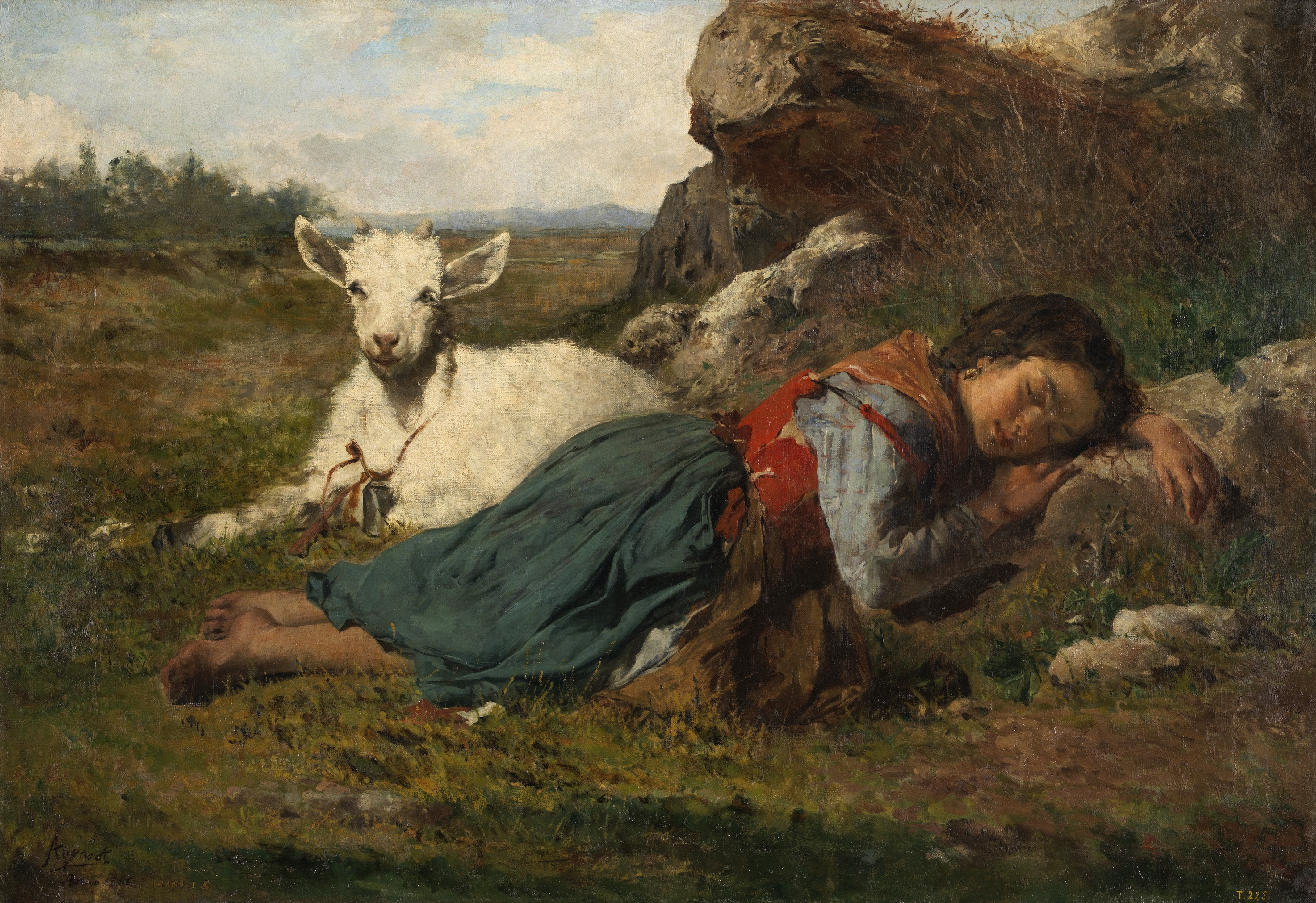
Dos amigos (1866)

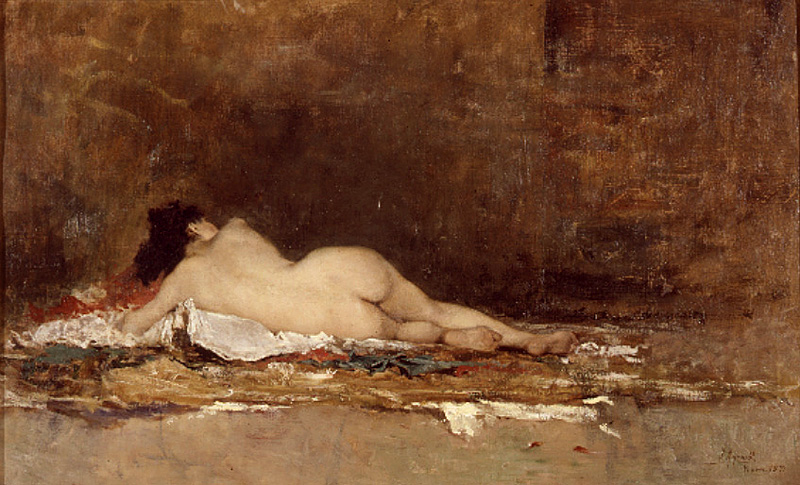
Desnudo (1871)

## Bedeutende Kunstwerke
- Die Wäscherinnen der Scarpa
- Josua, die Sonne anhaltend
- Eine Fontäne im Palais Julius II. in Rom
- Die beiden Freunde
- Zigeunern und Bauern auf dem Jahrmarkt
- Vor dem Rennen
- Ein Sonntag auf dem Lande in Valencia
- Eine Schäferin der Campagna von León
- Porträt von König Amédeo v. Savoyen
- Porträt von Don Eduardo A tard
- Selbstporträt und das seiner Gattin